# Плексипп (сын Фестия)
Плексипп (др.-греч. Πλήξιππος) — персонаж древнегреческой мифологии из этолийского цикла. 
Плексипп был сыном Фестия, царя Плеврона, и Евритемиды. Вместе со многими другими героями он принял участие в Калидонской охоте и был убит своим племянником Мелеагром из-за спора о том, кому достанется туша убитого вепря. Существуют и альтернативные версии мифа. Согласно одной из них, Плексипп погиб от руки Мелеагра во время войны между Плевроном и Калидоном; согласно другой, он был влюблён в племянника, из ревности обидел Аталанту, и Мелеагр убил его за это.
Плексипп действует в трагедии Антифонта «Мелеагр».